# Höhlen von Bétharram
Die Höhlen von Bétharram (Grottes de Bétharram) liegen an der Grenze der Départements Pyrénées-Atlantiques und Hautes-Pyrénées in Frankreich.

## Lage
Das Höhlensystem liegt nahe dem Fluss Gave de Pau bei den Gemeinden Lestelle-Bétharram und Saint-Pé-de-Bigorre etwa 15 Kilometer von Lourdes entfernt. Der Zugang ist in Saint-Pé-de-Bigorre.

## Geschichte
1810 wurden die Höhlen entdeckt. 1888 wurde sie von Mitgliedern des französischen Alpenvereins aus Pau erforscht. 5200 m unterirdische Gänge wurden entdeckt, wovon 2,5 Kilometer touristisch erschlossen sind. 1903 wurde die Höhle elektrisch beleuchtet und für die Öffentlichkeit zugänglich gemacht. Sie zählt zu den ältesten zugänglichen Höhlensystemen und ist das größte dieser Art in Frankreich. In fünf Etagen, auf 80 m Höhenunterschied, ist sie mit einer kleinen Bahn, einem Boot und zu Fuß zu besichtigen. Die Temperatur in der Höhle beträgt konstant 13 °C.

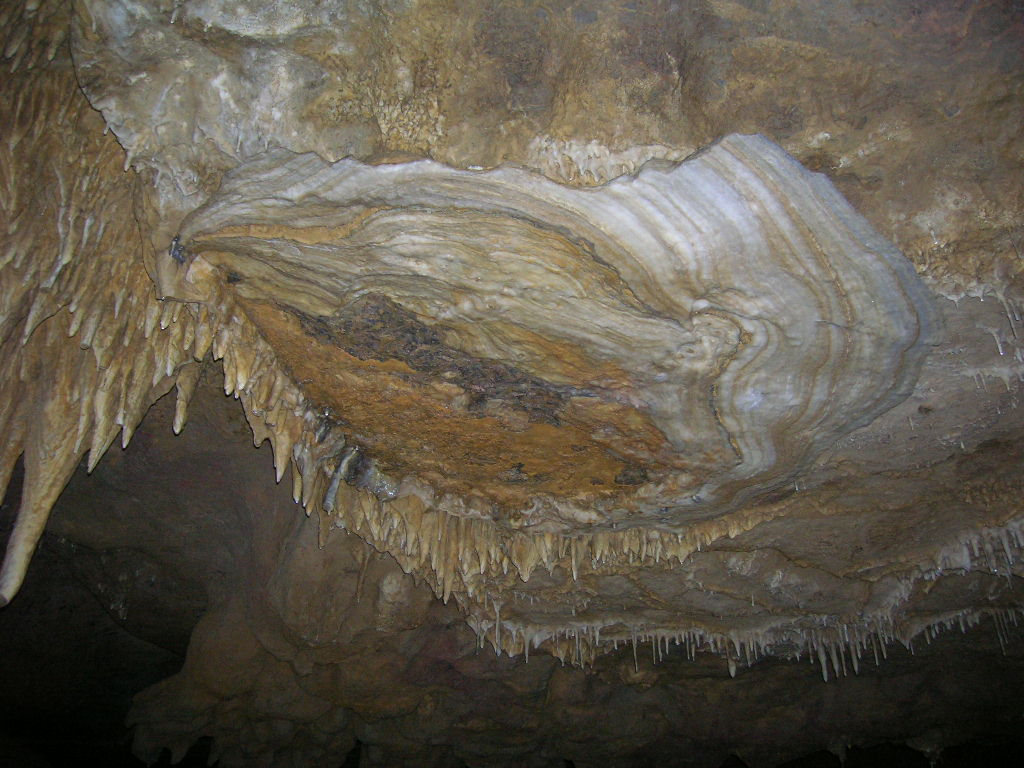
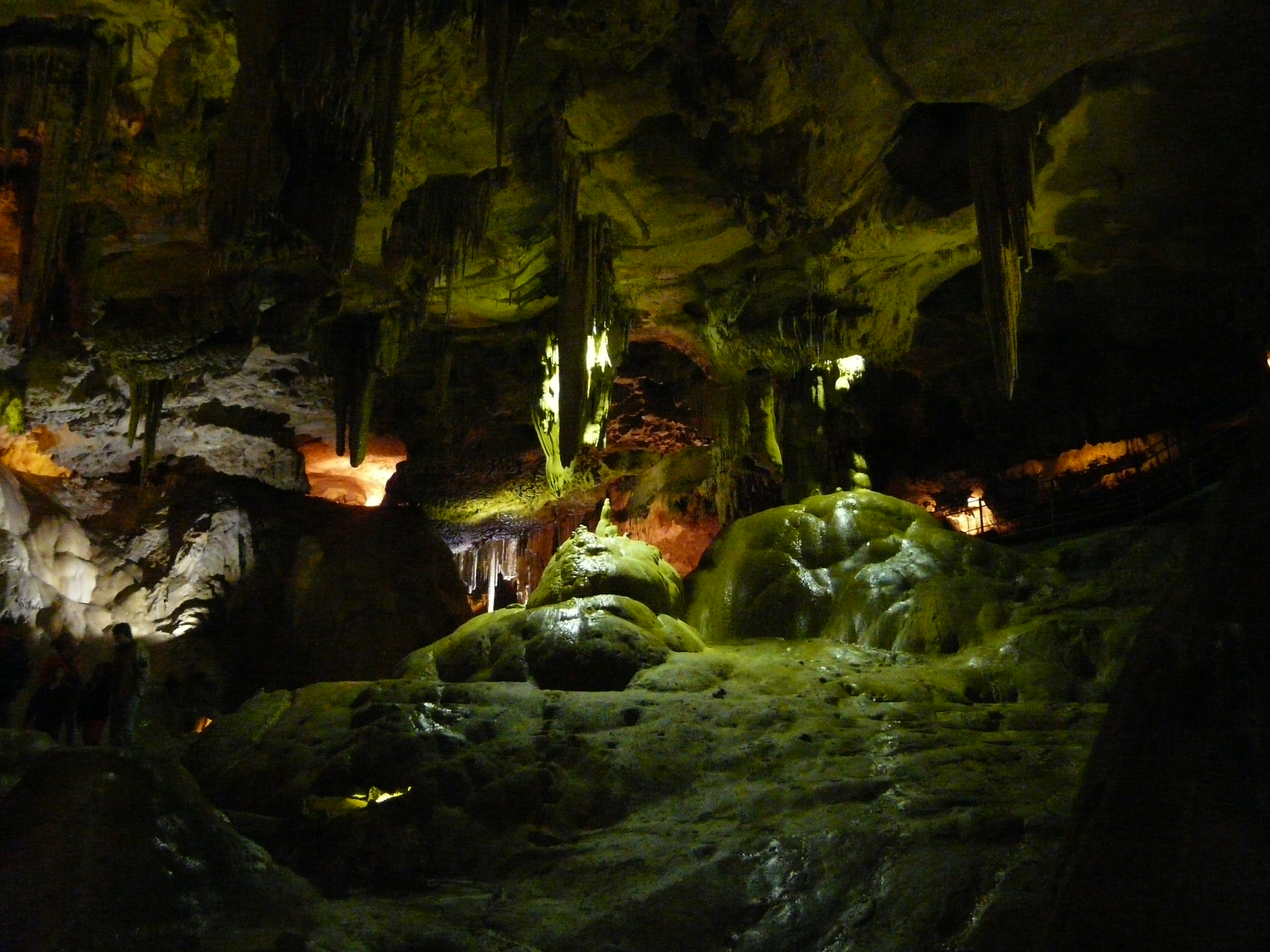
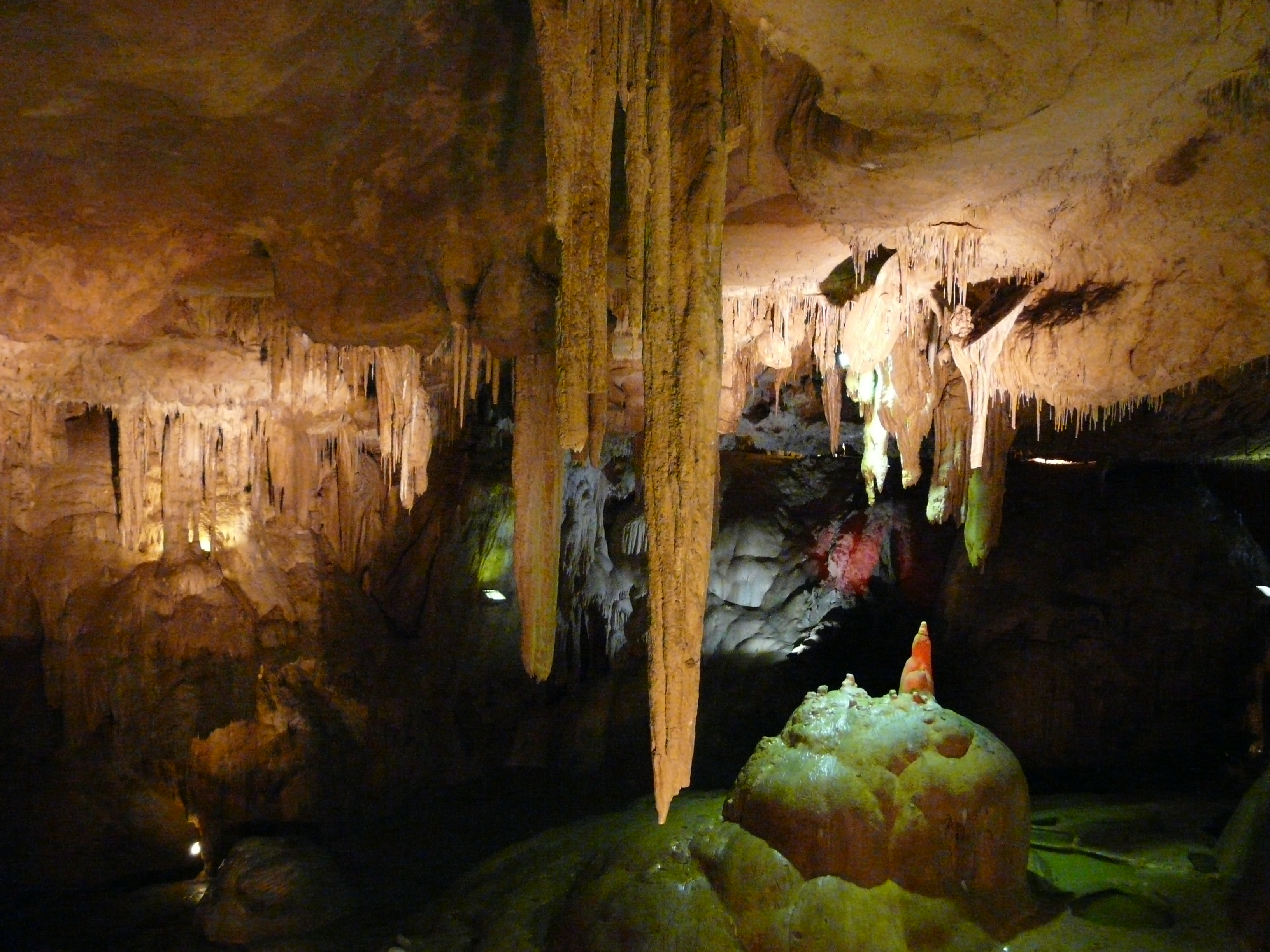
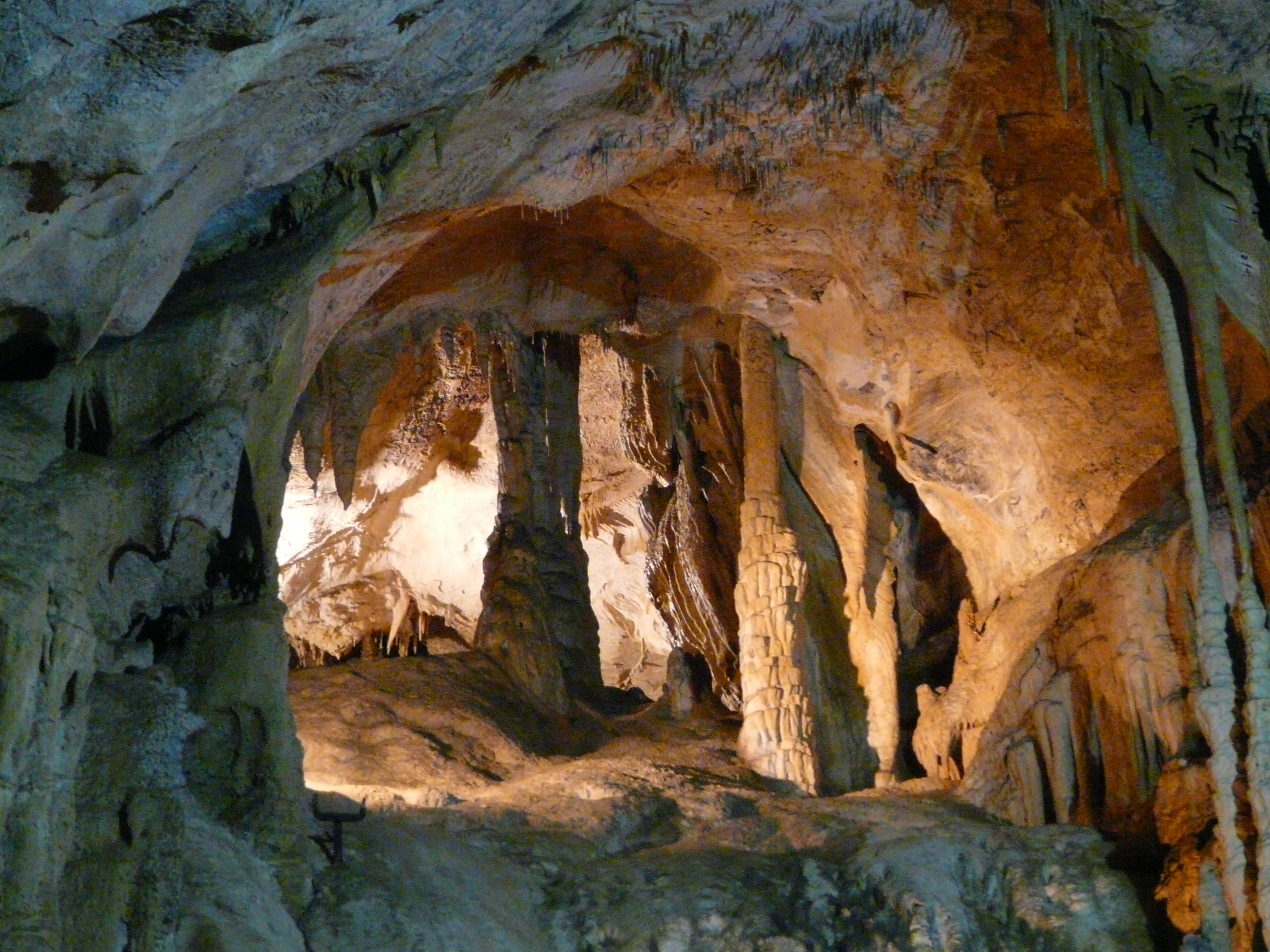